# Saxe-Anhalt
La Saxe-Anhalt (en allemand Sachsen-Anhalt) est un État (Land) de l'Allemagne.
État fédéré situé au centre du pays, il est le onzième par la population et le huitième par la superficie. Sa capitale est Magdebourg et son ministre-président Reiner Haseloff. Il est divisé en onze arrondissements administratifs et trois arrondissements urbains. Les États fédérés voisins sont la Basse-Saxe, le Brandebourg, la Saxe et la Thuringe, et de 1990 à 1992 également le Mecklembourg-Poméranie-Occidentale.

## Géographie
| Basse-Saxe |             | Brandebourg |
|            | Saxe-Anhalt |             |
|            | Thuringe    | Saxe        |

### Régions historiques
Le Land de Saxe-Anhalt, situé en Allemagne, réunit les territoires du duché de Magdebourg, du duché d'Anhalt et d'une partie du royaume de Saxe.

### Composition du territoire
La Saxe-Anhalt est principalement constituée d'une plaine utilisée pour l’agriculture et, au sud-ouest, de la partie orientale du massif du Harz. L’Elbe traverse le Land du sud-est au nord-ouest. L'un de ses affluents, la Saale, est après elle le deuxième cours d'eau le plus important.

## Histoire
Le Land de Saxe-Anhalt est créé en 1946 par les autorités soviétiques d'occupation, qui réunissent l'ancienne province de Saxe — distincte de l'État libre de Saxe — et l'ancien État libre d'Anhalt. Il disparaît dès 1952 avec la réforme territoriale menée par la République démocratique allemande (RDA). Il est ainsi remplacé par les districts de Halle et de Magdebourg.
Le territoire est reconstitué le 3 octobre 1990, jour de la réunification allemande. Sa Constitution est adoptée le 16 juillet 1992.

## Politique et administration
La Saxe-Anhalt est un État fédéré (en allemand : Land) de la République fédérale d'Allemagne. Il fonctionne sur la base d'un régime parlementaire démocratique pluraliste.
Le pouvoir exécutif est exercé par le gouvernement (en allemand : Landesregierung) dont la direction revient au ministre-président (en allemand : Ministerpräsident). Le ministre-président du Land est le chrétien-démocrate Reiner Haseloff depuis le 19 avril 2011, qui dirige un cabinet de coalition kényane.
Le pouvoir législatif revient au Landtag. Constitué de 87 députés élus pour une législature de cinq ans depuis 2006, il a son siège à la Brunnersches Haus. Les dernières élections régionales ont eu lieu le 6 juin 2021.

### Administration territoriale
Le 1er janvier 2004, la Saxe-Anhalt a supprimé ses trois districts de Dessau, Halle et Magdebourg. Le 1er juillet 1994, la Saxe-Anhalt a réduit ses arrondissements de 37 à 21, puis, le 1er juillet 2007, de 21 à 11. Elle comporte donc onze arrondissements et trois villes-arrondissements.

### Extrémisme politique
Selon le rapport annuel sur la protection de la Constitution, la proportion d'actes de violence motivés par l'extrême droite en 2005 était plus élevée que dans d'autres États allemands. Au cours du premier trimestre de 2007, les crimes ont été réduits de près de moitié, ce qui n'était dû qu'à une « interprétation différente » des infractions pénales par le Bureau de la police criminelle de l'État (en allemand : Landeskriminalamt). En 2006, 1 240 crimes d'extrême droite ont été enregistrés.

### Arrondissements
| Arrondissements            | Habitants | Superficie (km2) |
| -------------------------- | --------- | ---------------- |
| Anhalt-Bitterfeld (ABI)    | 187 873   | 1 452,71         |
| Burgenland (BLK)           | 205 097   | 1 413,36         |
| Börde (BK)                 | 187 833   | 2 366,19         |
| Harz (HZ)                  | 244 248   | 2 104,00         |
| Mansfeld-Harz-du-Sud (MSH) | 160 984   | 1 448,60         |
| Pays-de-Jerichow (JL)      | 101 092   | 1 576,66         |
| Saale (SK)                 | 206 146   | 1 433,22         |
| Salzland (SLK)             | 222 727   | 1 425,86         |
| Altmark-Salzwedel (SAW)    | 94 545    | 2 292,52         |
| Stendal (SDL)              | 129 481   | 2 422,96         |
| Wittemberg (WB)            | 144 972   | 1 929,89         |
| Villes-arrondissements     |           |                  |
| Dessau-Roßlau (DE)         | 91 243    | 244,62           |
| Halle (Saale) (HAL)        | 235 720   | 135,02           |
| Magdebourg (MD)            | 229 826   | 200,95           |

### Grandes villes
|     | Ville                | Arrondissement         | Population 31 décembre 2000 | Population 31 décembre 2006 |
| --- | -------------------- | ---------------------- | --------------------------- | --------------------------- |
| 1   | Magdebourg           | ville-arrondissement   | 231 450                     | 229 826                     |
| 2   | Halle (Saale)        | ville-arrondissement   | 247 736                     | 235 720                     |
| 3.  | Dessau-Roßlau        | ville-arrondissement   | 98 563                      | 91 324                      |
| 4.  | Bitterfeld-Wolfen    | Anhalt-Bitterfeld      | 54 307                      | 47 777                      |
| 5.  | Wittemberg           | Wittemberg             | 48 972                      | 46 133                      |
| 6.  | Halberstadt          | Harz                   | 41 417                      | 39 318                      |
| 7.  | Stendal              | Stendal                | 39 795                      | 36 761                      |
| 8.  | Mersebourg           | Saale                  | 37 127                      | 34 411                      |
| 9.  | Wernigerode          | Harz                   | 35 013                      | 33 871                      |
| 10. | Schönebeck (Elbe)    | Salzland               | 36 397                      | 33 290                      |
| 11. | Bernbourg            | Salzland               | 33 825                      | 31 329                      |
| 12. | Sangerhausen         | Mansfeld-Harz-du-Sud   | 25 399                      | 30 123                      |
| 13. | Weißenfels           | Burgenland             | 31 946                      | 29 669                      |
| 14. | Köthen (Anhalt)      | Anhalt-Bitterfeld      | 30 360                      | 29 667                      |
| 15. | Naumbourg (Saale)    | Burgenland             | 30 399                      | 29 359                      |
| 16. | Zeitz                | Burgenland             | 32 227                      | 28 117                      |
| 17. | Aschersleben         | Salzland               | 27 312                      | 25 791                      |
| 18. | Burg                 | Pays-de-Jerichow       | 22 951                      | 24 364                      |
| 19. | Lutherstadt Eisleben | Mansfeld-Harz-du-Sud   | 21 062                      | 23 789                      |
| 20. | Staßfurt             | Salzland               | 20 681                      | 22 758                      |
| 21. | Quedlinbourg         | Harz                   | 24 114                      | 22 185                      |
| 22. | Salzwedel            | Altmarkkreis Salzwedel | 20 349                      | 20 777                      |

## Monuments
- La Saxe-Anhalt est renommée pour l'abondance de ses musées, de ses monuments d'architectures variées, des châteaux forts, aux châteaux baroques ou néoclassiques, et pour le raffinement de ses jardins. On y trouve encore beaucoup de petites églises romanes et de grandes cathédrales gothiques, comme à Magdebourg, à Naumbourg et à Halberstadt. Un autre héritage architectural est représenté : le Bauhaus, à Dessau-Roßlau par exemple. Près de cette ville se trouve également le plus grand parc d'Allemagne, le Dessau Wörtlitzer Gartenreich, un jardin à l'anglaise. Elle est aussi reconnue pour sa communauté homosexuelle importante.
- L’École régionale de Pforta (Landesschule Pforta), naguère « Académie royale de Pforta », est un internat destiné aux lycéens les plus doués d’Allemagne. Cette institution d’élite jouit d’une tradition d’excellence qui remonte au XVIe siècle. Elle occupe les locaux de l’ancienne abbaye cistercienne de Schulpforte, un faubourg de Bad Kösen dans l’arrondissement du Burgenland.